# Lugal-Anne-Mundu
Lugal-Anne-Mundu (ca 2400 år f.kr.) Var den mest framstående kungen från stadsstaten Adab i Sumer. Enligt Sumeriska kungalistan härskade han i 90 år från det att Meskiaj-nanna av Ur besegrades. Det finns få arkeologiska bevis för hans tid vid makten och de källor som finns är senare texter som dock påstås vara kopior av texter från hans egen tid. Lugal-Anne-Mundu kan ha skapat historiens första imperium vilket i sådant fall skall ha kollapsat efter hans död. Enligt sumeriska kungalistan skall härskarskapet över Adab ha gått till en dynasti från Mari och till en kung vid namn Anbu. Dock tror många forskare att det i sådana fall skall ha varit en av Maris senare kungar vid namn Sharrumiter som tog makten efter Lugal-Anne-Mundu. I och med Lugal-Anne-Mundus död verkar det Adabiska kungariket ha splittrats och flera städer verkar ha återvunnit sin självständighet. Bland dessa Lagash under kung Lugalbanda, Akshak som senare kom att erövra Adab från Maridynastin och Umma som senare kom att bygga ett eget Imperium i området. 

## Lugal-Anne-Mundu skriften
Enligt en fragmenterad skrift dedikerad Lugal-Anne-Mundu (endast känd genom två senare kopior från den babylonska eran) skall Lugal-Anne-Mundu ha erövrat världens fyra hörn, alltså hela bördiga halvmånen från medelhavet till Zagrosbergen. Hans rike skall ha innehållit provinserna Elam, Marhashi, Gutiernas land, Subartu, "Cederbergens land" (nuvarande Libanon), Amurru, Sutium och berget E-ana (möjligen Uruk med sitt tempel). Enligt skriften skall hans styre lett till en era av fred i Mesopotamien. 
Lugal-Anne-Mundu beskrivs även ha konfronterat en koalition av 13 upproriska guvernörer och hövdingar ledda av  Migir-Enlil av Marhashi. Samtliga tros ha varit sumerer på grund av deras namn. 
Skriften översattes för första gången 1909 av Arno Poebel men kunde inte tyda konungens namn. 1934 gjorde Hans Gustav Güterbock en mer komplett översättning men han förkastade texten som till stor del påhittad. På senare tid har forskare inom Sumers historia dock öppnat upp för att skriften möjligen kan vara en riktig kopia av en tidigare existerande text som är baserad på verkliga händelser.